# Cratere Chaucer
Chaucer è un cratere lunare di 45,48 km situato nella parte nord-orientale della faccia nascosta della Luna, a nord-ovest del cratere Vavilov e a est della coppia di crateri Tsander-Kibal'chich. 
Questo cratere è circolare, con un bordo moderatamente eroso. Il pianoro interno è privo di caratteristiche, eccettuati pochi minuscoli impatti.
Il cratere è dedicato allo scrittore e poeta inglese Geoffrey Chaucer.

## Crateri correlati
Alcuni crateri minori situati in prossimità di Chaucer sono convenzionalmente identificati, sulle mappe lunari, attraverso una lettera associata al nome.
| Chaucer | Coordinate            | Diametro (in km) |
| ------- | --------------------- | ---------------- |
| B       | 6°13′12″N 137°52′12″W | 33,35            |
| P       | 1°22′12″N 141°54′36″W | 11,6             |